# Дзелюв
Дзелюв (пол. Dzielów, нім. Eiglau) — село в Польщі, у гміні Баборув Ґлубчицького повіту Опольського воєводства.
Населення — 205 осіб (2011).

## Демографія
Демографічна структура станом на 31 березня 2011 року:
|          | Загалом | Допрацездатний вік | Працездатний вік | Постпрацездатний вік |
| -------- | ------- | ------------------ | ---------------- | -------------------- |
| Чоловіки | 106     | 25                 | 74               | 7                    |
| Жінки    | 99      | 18                 | 52               | 29                   |
| Разом    | 205     | 43                 | 126              | 36                   |